# Eleição municipal do Crato em 2020
A eleição municipal da cidade do Crato em 2020 aconteceu no dia 15 de novembro de 2020 (turno único), com o objetivo de eleger prefeito e vice-prefeito da cidade e membros da Câmara de Vereadores.
Originalmente, as eleições ocorreriam em 4 de outubro (primeiro turno) e 25 de outubro (segundo turno) (para cidades acima de 200 mil habitantes), porém, com o agravamento da pandemia do novo coronavírus (SARS-CoV-2), causador da Covid-19, as datas foram modificadas com a promulgação da Emenda Constitucional nº 107/2020.
O prefeito titular era José Ailton Brasil, do PT, que, por estar em primeiro mandato, se encontrava apto á concorrer a reeleição. Quatro candidatos concorreram à prefeitura de Crato, com José Ailton Brasil conseguindo sua reeleição com 47,81% dos votos.

## Contexto político e pandemia
As eleições municipais de 2020 estão sendo marcadas, antes mesmo de iniciada a campanha oficial, pela pandemia de COVID-19 no Brasil, o que está fazendo com que os partidos remodelem suas estratégias de pré-campanha. O Tribunal Superior Eleitoral (TSE) autorizou os partidos a realizarem as convenções para escolha de candidatos aos escrutínios por meio de plataformas digitais de transmissão, para evitar aglomerações que possam proliferar o coronavírus. Alguns partidos recorreram a mídias digitais para lançar suas pré-candidaturas. Além disso, a partir deste pleito, será colocada em prática a Emenda Constitucional 97/2017, que proíbe a celebração de coligações partidárias para as eleições legislativas, o que pode gerar um inchaço de candidatos ao legislativo. Conforme reportagem publicada pelo jornal Brasil de Fato em 11 de fevereiro de 2020, o país poderá ultrapassar a marca de 1 milhão de candidatos a prefeito, vice-prefeito e vereador neste escrutínio.

## Candidatos
Nota: a tabela a seguir está organizada por ordem alfabética de candidatos.
| Prefeito(a)                | Prefeito(a) | Prefeito(a) | Vice-prefeito(a)      | Vice-prefeito(a) | Vice-prefeito(a) | Coligação                                                                                      | Nº |
| Candidato(a)               | Partido     | Partido     | Candidato(a)          | Partido          | Partido          | Coligação                                                                                      | Nº |
| -------------------------- | ----------- | ----------- | --------------------- | ---------------- | ---------------- | ---------------------------------------------------------------------------------------------- | -- |
| Doutor Aloisio             |             | PROS        | Aline Martins         |                  | PROS             | "Renovação por um Crato de Todos" (PROS / DEM / PSDB / PODE / PSC)                             | 90 |
| Arthur de Zé Adega         |             | PSL         | Bebeto Anastásio      |                  | PTC              | "Agora é a Vez do Povo" (PSL / PTC)                                                            | 17 |
| José Ailton Brasil         |             | PT          | André Barreto         |                  | PDT              | "O Crato Não Pode Parar" (PT / PDT / MDB / PRTB / PP / PSB / PMN / PCdoB / Avante / Cidadania) | 13 |
| Professora Zuleide Queiroz |             | PSOL        | Professor Juciel Lima |                  | PSOL             | Sem coligação                                                                                  | 50 |

## Resultados

### Prefeito
| Partido | Partido | Candidato                  | Votos  | Votos (%) |
| ------- | ------- | -------------------------- | ------ | --------- |
|         | PT      | José Ailton Brasil         | 30 898 | 47,81%    |
|         | PROS    | Doutor Aloisio             | 17 213 | 26,63%    |
|         | PSL     | Arthur de Zé Adega         | 9 559  | 14,79%    |
|         | PSOL    | Professora Zuleide Queiroz | 6 956  | 10,76%    |
| Totais  | Totais  | Totais                     | 64 626 |           |
| Fonte:  |         |                            |        |           |